# А (провід)
Провід марки А призначений для передачі і розподілу електричної енергії в повітряних електричних мережах. Застосовується в атмосфері повітря типів I і II за умови вмісту в атмосфері сірчистого газу не більше 150 мг/м2 — доба (1,5 мг/м3) на суші усіх макрокліматичних районів по ГОСТ 15150-69 виконань УХЛ, окрім ТС і ТБ.

## Застосування
Провід неізольований переважно використовується для ліній електропередач, для ліній електрифікованого транспорту, на підстанціях і розподільних пристроях, в розподільних колах електричних машин і приладів, де як ізолятор використовується повітряне середовище.

## Конструкція
Провід являє собою конструкцію із скручених алюмінієвих проволок в одну жилу.

## Основні технічно-експлуатаційні характеристики
- температура експлуатації від −60 ºС до +40 ºС;
- допустима температура нагрівання жил не більше +90 ºС;
- мінімальний радіус згинання не менше 10 зовнішніх розмірів проводу;
- термін експлуатації: не менше 45 років.

## Основні марки
А-16, А-25, А-35, А-50, А-70, А-95